# Wassyl Jakowlew
Wassyl Jakowlew (ukrainisch Василь Яковлев; * 3. Juli 1972 in Odessa) ist ein ehemaliger ukrainischer Bahnradsportler.
1990 wurde Wassyl Jakowlew zweifacher Junioren-Weltmeister auf der Bahn, in der Einer- sowie in der Mannschaftsverfolgung. 1993 belegte er bei den Bahn-Radweltmeisterschaften den dritten Platz im Punktefahren. Sechs Jahre später wurde er in derselben Disziplin Vize-Weltmeister hinter dem Schweizer Bruno Risi. 
Viermal – 1992, 1996, 2000 und 2004 – startete Jakowlew bei Olympischen Spielen: Seine besten Platzierungen waren 1996 Rang vier im Punktefahren und 2004 gemeinsam mit Wolodymyr Rybin Rang fünf im Zweier-Mannschaftsfahren.